# Holzbrücke Wettingen-Neuenhof
Die Holzbrücke zwischen Wettingen und Neuenhof ist eine gedeckte Holzbrücke über die Limmat. Sie wurde 1818 erbaut, um die Klosterhalbinsel von Wettingen mit Neuenhof zu verbinden. Sie liegt heute ein Stück unterhalb der Wettinger Limmatstaumauer.

## Holzbrücke Wettingen (1766)
Für das Jahr 1274 ist zum ersten Mal eine Fährverbindung zwischen Wettingen und Neuenhof an dieser Stelle belegt. Die Fähre war, neben der Limmatbrücke in Baden, ein wichtiger Übergang über die Limmat zwischen Zürich und der Westschweiz. Da Zürich keine Brücke über die Limmat oberhalb von  Baden dulden musste, erhielt das Kloster Wettingen erst im 18. Jahrhundert die Bewilligung zu einer Brücke.
Im Jahre 1764 lud der damalige Abt des Klosters Wettingen den Teufener Baumeister Hans Ulrich Grubenmann zu Verhandlungen über eine Brücke über die Limmat ein. Grubenmann erhielt schließlich den Auftrag, sollte aber zunächst ein Modell anfertigen. Die von ihm dann gebaute gedeckte und verschalte Brücke hatte eine Stützweite von 61 m. Ihr Tragwerk bestand vor allem aus zwei Bögen, die aus sieben übereinander liegenden, verzahnten und verschraubten Balken angefertigt waren, und die in die steilen Ufer eingespannt waren. Die Brücke wurde durch einen starken horizontalen Windverband in der Fahrbahnebene versteift.
Die Brücke wurde 1766 fertiggestellt. Sie gilt als die erste hölzerne Bogenbrücke Europas.
Diese erste Brücke wurde nach der ersten Schlacht von Zürich im Jahre 1799 von französischen Truppen zerstört. Die danach erstellte Notbrücke fiel im Jahr 1800 einem Hochwasser zum Opfer. Man behalf sich in den Jahren danach mit einer Fähre, bis die heutige Brücke gebaut werden konnte.

## Die heutige Holzbrücke

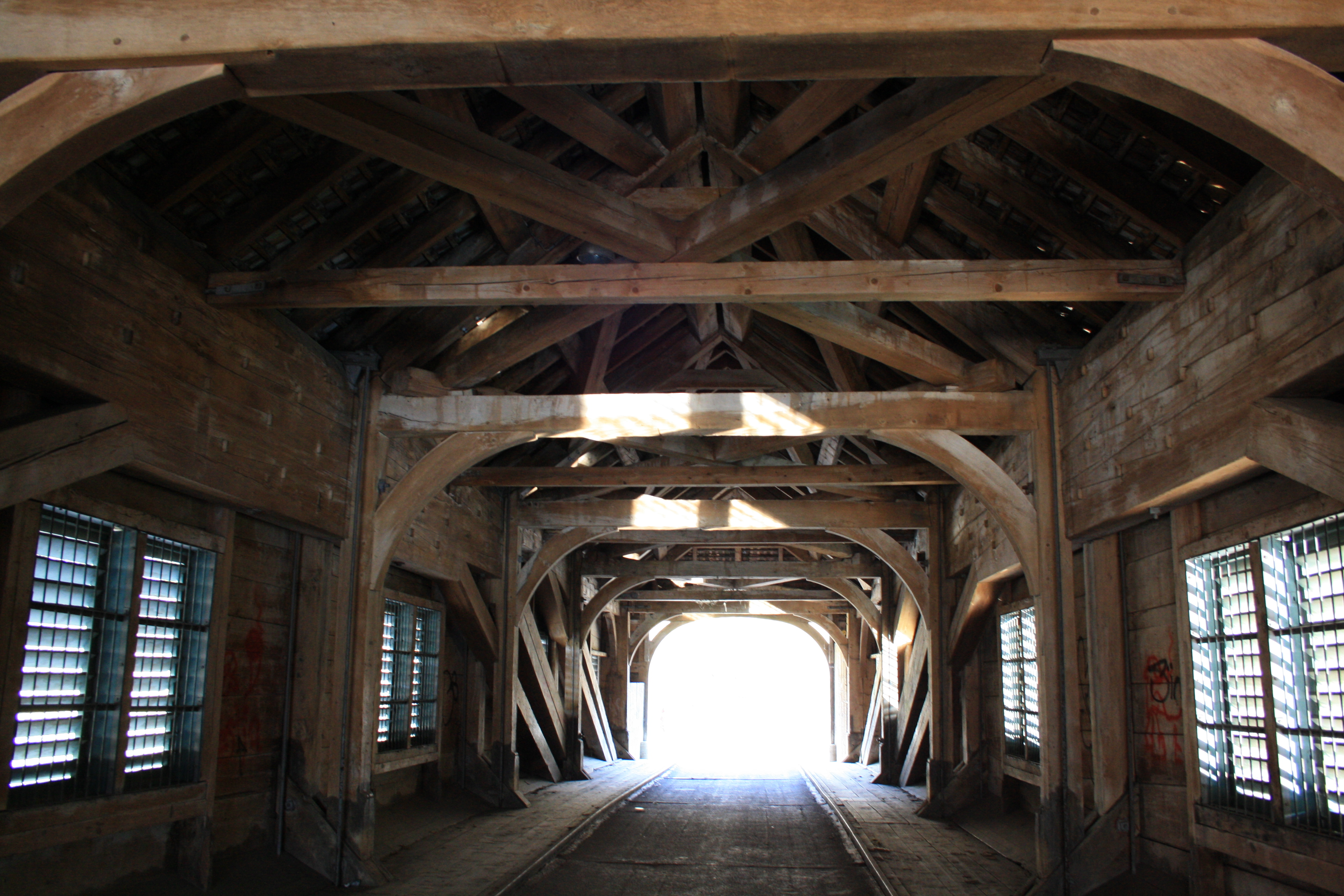
Innenansicht mit der Brücke

Die heutige Brücke wurde im Jahre 1818 von Blasius Balteschwiler erbaut. Die Brücke wurde in der üblichen Bauart von gedeckten Holzbrücken mit Hänge- und Sprengwerk erstellt. Sie hat eine Länge von 38 m, eine Höhe von 7 m über dem Wasser und von dort eine Höhe von 3,8 m, eine Breite von 5,2 m und eine Spannweite von 36,71 m. Die Brücke ist mit einem Walmdach gedeckt.
Sie wurde ergänzt durch eine einfache Holzbrücke über den Fabrikkanal, die 1886 und 1887 durch eine eiserne Bogenbrücke aus Flusseisen ersetzt und deren Fahrbahn aus Stampfbeton auf Zoreseisen aufgebracht wurde.
Weil die Querträger zu schwach waren, hat man sie im Jahr 1922 verstärkt. Der motorisierte Verkehr nutzte die Brücke bis zur Errichtung der Hochbrücke im Jahre 1970 ein Stück flussaufwärts. Seit 1971 steht die Brücke unter Denkmalschutz und ist seither im Besitz der Gemeinden Wettingen und Neuenhof.
2017 traten ernste altersbedingte Schäden an der Holz- wie auch an der Eisenbrücke auf. In zwei Etappen zwischen 2020 und 2021 wurden darauf zunächst die Holzbrücke, dann die Eisenbrücke weitgehend in ihre Einzelteile zerlegt, saniert und erneuert.